# Cinématon
Pour plus de détails, voir Fiche technique et Distribution.
Cinématon est un film expérimental français de Gérard Courant, dont le tournage a débuté le 7 février 1978 et qui est toujours en cours en 2025. Il est composé de 3 199 portraits filmés qui, mis bout à bout, ont une durée totale de 213 heures.
L'Institut de France (Académie française) lui décerne le prix Alfred-Verdaguer en 1993.

## Présentation
Les « Cinématons » (contraction de « Cinéma » et de « Photomaton ») sont des portraits filmés consacrés à des personnalités du monde des arts et du spectacle (cinéastes, écrivains, philosophes, plasticiens, poètes, musiciens, etc.).
Quelques mois plus tôt, le 18 octobre 1977, Gérard Courant avait réalisé un no 0, son propre portrait, qu'il avait intégré dans son premier long-métrage, Urgent ou à quoi bon exécuter des projets puisque le projet est en lui-même une jouissance suffisante. Cet autoportrait fait partie de l'anthologie Cinématon que le cinéaste fait démarrer à cette date.
Tous les portraits sont filmés selon les mêmes règles : un Cinématon est un plan-séquence fixe muet de 3 minutes 20 secondes dans lequel chaque personne filmée est libre de faire ce qu'elle veut.
Le but de Cinématon est de constituer des archives sur l'art et plus spécialement sur le milieu du spectacle dans des instants où le sujet filmé propose un grand moment de vérité de son être.
Cette anthologie, qui est toujours en cours de tournage comprend, en 2025, 3 195 portraits et l'ensemble dure 213 heures, ce qui en fait le film le plus long réalisé par un cinéaste seul. (Il existe un film plus long mais il est réalisé par un collectif de cinéastes).
Plusieurs rétrospectives intégrales ont eu lieu à Paris (Centre Pompidou, Cinémathèque française), Montréal, Toronto, New York, Hambourg, Lucques.
Tous les Cinématons sont visibles sur le site de partage vidéo YouTube.
La série Cinématon a engendré une quinzaine d'autres séries cinématographiques, réalisées par Gérard Courant, qui sont aussi des work in progress.

## Dispositif
Les premiers Cinématons ont d'abord été filmés sur une bobine de pellicule 16 mm de 30 mètres, soit 2 min 45 (du Cinématon no 1 à 9), puis en format Super 8 sur toute leur longueur, soit 3 min 20 (du Cinématon no 10 au no 2116), puis en vidéo numérique (à partir du Cinématon no 2117).
Chaque portrait est précédé de trois cartons d'introduction, écrits de la main de Gérard Courant, avec le numéro d'ordre chronologique de tournage du portrait, le prénom et le nom de la personne filmée, sa nationalité et son activité professionnelle, la date, l'heure et le lieu de tournage.
Les Cinématons sont muets et aucun son n'est rajouté par la suite.
Les Cinématons ont d'abord été filmés en noir et blanc (du Cinématon 1 à 9), puis en couleur (jusqu'au Cinématon no 2331), puis de nouveau en noir et blanc (à partir du Cinématon no 2332).

## Principales personnalités dansCinématon
- Auteurs dramatiques : Arrabal, Claude Confortès.
- Boxeur : Stéphane Ferrara.
- Chanteurs, chanteuses : Amina, Bertrand Cantat, Sapho, Richard Gotainer, Ronee Blakley, Hervé Vilard.
- Chef d'orchestre : Jean-Claude Casadesus.
- Cinéastes : Alexandre Astruc, Marco Bellocchio, Lino Brocka, Youssef Chahine, Jean Dréville, Marcel Hanoun, Teo Hernandez, Boris Lehman, Joseph Losey, Samuel Fuller, Sergueï Paradjanov, Jean-Luc Godard, Carlo Lizzani, Ken Loach, Mario Monicelli, Manoel de Oliveira, Nagisa Oshima, Gleb Panfilov, Nelson Pereira dos Santos, Raoul Ruiz, Volker Schlöndorff, Ettore Scola, Margarethe von Trotta, Wim Wenders, Daniel Schmid, Roberto Benigni, Gérard Blain, Philippe Garrel, Francesco Maselli, Maurice Pialat, Jean-Marie Straub, Danièle Huillet, Gaspar Noé, Joseph Morder, Robert Kramer, Jean Rouch, Bryan Forbes, Gérard Krawczyk, Bigas Luna, Paulo Rocha, Jonas Mekas, Michael Snow, Mai Zetterling, Gianfranco Mingozzi, Lina Wertmüller, F.J. Ossang, Johanna Vaude, Bille August, Jacques Richard, Colas Ricard, Raoul Sangla, Jean-Charles Tacchella, René Vautier, Dominique Cabrera, Mrinal Sen, Imre Gyöngyössy, Yoshishige Yoshida.
- Comédiens : Feodor Atkine, Stéphane Audran, Juliet Berto, Sandrine Bonnaire, Richard Bohringer, Élodie Bouchez, Mathieu Amalric, Évelyne Bouix, Sylvia Bourdon, Gisèle Casadesus, Lou Castel, Lesley Chatterley, Ninetto Davoli, Inna Churikova, Joaquim de Almeida, Marushka Detmers, Alain Dumaurier, Anne Brochet, Simon de La Brosse, Gérard Jugnot, Andréa Ferréol, Jean-Pierre Kalfon, Oja Kodar, Gabrielle Lazure, Florence Loiret Caille Ivano Marescotti, Françoise Michaud, Béatrice Romand, Rosette, Zabou, Jean-François Stévenin, Alain Chabat, Jean Abeillé, Imanol Arias, Marie Rivière, Chantal Lauby, Bruno Carette, Dominique Farrugia, Patrick Bouchitey, Otto Sander, Nicoletta Braschi, Jean-François Gallotte, Zouzou, Tina Aumont, Jean-Christophe Bouvet, Isabel Ruth, Maurice Baquet, Mireille Perrier, Daniel Prévost, Noël Simsolo, Horst Tappert, Anne Teyssèdre, Nicola « Nicomygod » Dutartre.
- Compositeurs de musique : Anne Gillis, Michel Marre.
- Critiques de cinéma : Adriano Apra, Raphaël Bassan, Michel Boujut, Henry Chapier, Serge Daney, Jean Douchet, Noël Godin, Jean-Philippe Guerand, Noël Herpe, Tullio Kezich, Samuel Lachize, Gérard Lefort, Gérard Lenne, Michèle Levieux, Kostia Milhakiev, Dominique Païni, René Prédal, Jean-François Rauger, Alain Riou, Jean Roy, Serge Toubiana, Édouard Waintrop.
- Critiques d'art : Catherine Millet, Jacques Henric, Pierre Restany.
- Danseur : Christophe Salengro.
- Dessinateurs : Berth, Marc Caro, Gébé, Jiho, Jean-Jacques Sempé, Serre, Soulas, Willem, Trez.
- Directeurs de la photo : Renato Berta, Henri Alekan, Gérard de Battista, Robert Alazraki, Bruno de Keyzer, Dominique Le Rigoleur, Charles Bitsch.
- Écrivains : Patrick Besson, Louis Calaferte, Jacques Cellard, Didier Daeninckx, Michel Déon, Jean Dutourd, J.M. Erre, Pierre Gripari, Alain Jouffroy, Gabriel Matzneff, Dominique Noguez, Alain Paucard, Maurice Pons, Jean-Bernard Pouy, Philippe de Saint Robert, Julian Semionov, Philippe Sollers, Henri Troyat, Boris Moissard.
- Enseignant : Yola Le Caïnec.
- Historien : Max Gallo, René Courant.
- Humoristes : Benoît Delépine, Laurent Gerra, Marc Jolivet, Gustave Kervern, Jules-Édouard Moustic, Pierre Péchin, Christophe Salengro, Henri Tisot.
- Journalistes : Patrick Poivre d'Arvor, Yves Mourousi, Benjamin Cuq, Henri Gault, Philippe Gault, Jean-Marcel Bouguereau.
- Peintres : Gérard Titus-Carmel, Jean Le Gac, Aki Kuroda, Jacques Monory, Ernest Pignon-Ernest, Jean Daviot, Bruno Lapeyre, Frédéric Pardo, Daniel Pommereulle, Romain Atala, Jos De Cock.
- Performers : Mounir Fatmi, Alain Fleischer, Anne Gillis, Jean-Jacques Lebel, Sarenco, Franco Verdi.
- Philosophes : Jean-Paul Aron, Mikel Dufrenne, Jean-Pierre Faye, Jean-François Lyotard.
- Photographes : Edward Hartwig, Xavier Lambours, Marc Deneyer.
- Poètes : Emmanuel Hocquard, Marcelin Pleynet, Yves Martin, Jean Phaure, John Giorno, Jean Berteault.
- Politiques : Dominique Bussereau, René Dosière, Jack Lang, Michel Crépeau, Frédéric Mitterrand, Robert Hue.
- Producteurs de films : Claude Berri, Marin Karmitz, Luigi De Laurentiis, Vladimir Roitfeld, Daniel Toscan du Plantier, Barbet Schroeder.
- Producteur musical : Martin Meissonnier.
- Résistant : Toussaint Gallet.
- Révolutionnaire : Jean-Marc Rouillan.
- Scénaristes : Gérard Brach, Vincenzo Cerami.
- Psychanalyste : Félix Guattari.
- Scientifique : Henri Laborit.
- Sculpteurs : Michel Journiac, Bernard Pagès.
- Hommes et femmes de télévision : Pascale Breugnot, Frédéric Mitterrand, Philippe Gildas, Jean-Luc Delarue, Karl Zéro, Jean-Yves Lafesse, Patrick Poivre d'Arvor, Yves Mourousi, Émilie Aubry.
- Personnalités de la radio : Zappy Max, José Artur.
- Provocateurs professionnels : Georges Le Gloupier, Jean-Pierre Bouyxou, Simon Collin.
- Bande dessinée : Mézières, Denis Sire, Jean Teulé.
- Utopistes : Cavanna, Professeur Choron, Aguigui Mouna.
- Architecte : Roland Castro.
- Ecclésiastique : Jacques Gaillot.

## Quelques avis surCinématon
« C'est fascinant. Mais j'ai un regret : celui de m'être figé et renfermé au bout de quelques secondes, alors qu'au début j'étais souriant et détendu. J'aurais dû agir comme Louis Calaferte qui m'a sidéré par son jeu de cache-cache émotionnel avec la caméra. Mais avec Cinématon, on n'échappe pas à sa vérité intérieure. La décontraction, puis le sérieux qui se dégagent de ce « petit » film sont peut-être les deux facettes de ma personnalité que le principe, sans concession du film, a révélées.
Pendant le Cinématon de Calaferte, la salle s'esclaffait. Quant vint mon tour, le silence se fit et dura jusqu'à la fin. Il y avait quelque chose de grave qui passait à la fois sur l'écran et dans la salle. Certaines personnes avaient envie de plaisanter mais elles se retenaient comme si quelque chose les en empêchaient. C'est troublant. Le principe de Cinématon est vraiment très fort.
Au départ, on pense que cette liberté que le cinéaste nous offre sur un plateau va être facile à organiser. On s'aperçoit très vite qu'elle est, au contraire, ce qu'il y a de plus difficile à gérer car nous n'avons ni l'habitude, ni l'expérience de la pratiquer. »
— Jean-Paul Aron, 8 décembre 1986, livre Cinématon, éditions Henri Veyrier
« Gérard Courant est un grand metteur en scène. Ses Cinématons sont des documents uniques et extraordinaires. Un jour, Pasolini m'a dit : « C'est un peu bête que toi et moi on fasse du cinéma car le cinéma va s'autodétruire ». Et bien, quand le cinéma aura disparu, il restera les Cinématons. »
— Arrabal, 17 mars 1988, livre Cinématon, éditions Henri Veyrier
« Ça serait une erreur de croire que Cinématons a à voir avec le sadisme ou le masochisme. Il n'y a pas de lien sadique entre les gens filmés et celui qui les filme. C'est beaucoup plus de la souffrance-plaisir. Plaisir de se trouver face à la caméra. Souffrance d'y rester. Et, pour le cinéaste, plaisir de filmer.
On pourrait même dire que cette souffrance et ce plaisir sont indissociables, que ce ne sont pas deux qualités qui se complètent mais bel et bien une seule et même qualité. Bien entendu, Tout ça est voulu par ceux qui acceptent de se plier aux règles du Cinématon. Le simple fait de se prêter à ce jeu implique, au départ, une volonté de s'enchaîner à votre caméra et, pendant que le film se fait, une envie de s'en libérer, de partir, de tout laisser tomber, de dire : « Stop ». »
— Michel Foucault, 3 décembre 1981, livre Cinématon, éditions Henri Veyrier
« Le Cinématon, il fallait y penser comme envers de la grimace à images. Déclic, plan fixe, faites ce que vous voulez. Tant de temps. Test de la façon dont chacun se croit le même à travers l'autre. Objectif ad libitum. La première réaction est presque automatiquement la pose, souvenir de photo. Et puis non, le mouvement est là, il faut donc faire un geste à son intention. Aliénations narcissiques constantes : photo, cinéma, télévision. Gérard Courant met donc son cirque d'aliénés en boîte. Pourquoi, docteur ? Vous vous prenez pour Charcot ? Vous attendez un Freud improbable ? Ce ne sont plus les démoniaques dans l'art, mais les possédés dans la fausse vie générale. Le petit oiseau va sortir ? Non, aucun miracle, pauvres poules, vous êtes seulement pondus et crachés dans cet anti-portrait où vous secrétez, de vous-même, le vitriol défigurant le miroir.
Courant est un moraliste. Impossible de s'en tirer sans montrer le fond. Les sans-fonds sont rares. »
— Philippe Sollers, Mai 1989, livre Cinématon, éditions Henri Veyrier
« Avec le presse-purée électrique, la bombe atomique, la Mariée mise à nu par ses célibataires, même, le cinéma sans images et l'orange sans pépins, les Cinématons sont, à l'évidence, une des inventions majeures du XXe siècle. Louons-en à jamais leur fondateur et tressons-lui une dernière couronne de périphrases méritées : salut donc à toi, ô Nadar du super 8, ô grand ordonnateur de nos pompes pas encore funèbres, ô Saint-Simon visuel de cette fin de siècle, ô Jivaro de nos têtes ! »
— Dominique Noguez, Mai 1989, livre Cinématon, éditions Henri Veyrier
« Gérard Courant n'est pas un facteur Cheval du septième art, son Cinématon dépasse l'anecdotique, le pittoresque. »
— Clément Ghys, Libération, 30 juillet 2012

## Diffusion
La diffusion des Cinématon a lieu dans des salles de cinéma, des galeries, des musées mais également à la télévision. La majorité des diffusions est constituée par une sélection de portraits. En France, il y a eu des diffusions sur TF1, France 2, France 3, Arte, M6, ainsi que sur des chaînes du câble et du satellite. Il y a également eu des diffusions sur des chaînes de télévision canadienne, allemande, britannique, suisse, russe, ukrainienne, italienne et iranienne.

### Rétrospectives intégrales deCinématon
- 1978 : Galerie de l'Ouvertür, Paris (France) : 44 premiers Cinématons, 2 heures 55 minutes.
- 1980 : Cinémathèque française, Paris (France) : 100 premiers Cinématons, 6 heures 40 minutes.
- 1981 : Centre Georges Pompidou, Paris (France) : 150 premiers Cinématons, 10 heures.
- 1985 : Festival International du Nouveau Cinéma et de la Vidéo, Montréal (Canada) : 624 premiers Cinématons, 42 heures 40 minutes.
- 1985 : Galerie de l'Ancienne Poste, Calais (France) : 640 premiers Cinématons, 43 heures 40 minutes.
- 1986 : Galerie Dazibao, Montréal (Canada) : 770 premiers Cinématons, 51 heures 20 minutes.
- 1987 : Cinéma Henri Alekan, La Haye (Pays-Bas) : 850 premiers Cinématons, 56 heures.
- 1988 : Centre Georges Pompidou, Paris (France) : 1 000 premiers Cinématons, 66 heures 40 minutes.
- 1991 : Cinémathèque française, Paris (France) : 1 465 premiers Cinématons, 97 heures.
- 1995 : Fête de l'Humanité, La Courneuve (France) : 1 739 premiers Cinématons, 116 heures.
- 1997 : Festival International du court-métrage, Hambourg (Allemagne) : 1 799 premiers Cinématons, 120 heures.
- 1997 : Festival International du Cinéma Francophone en Acadie, Moncton (Canada) : 1 799 premiers Cinématons, 120 heures.
- 1998 : Festival Images, Toronto (Canada) : 1 870 premiers Cinématons, 124 heures 40 minutes.
- 2010 : Lucca Film Festival, Lucques (Italie) : 2 301 premiers Cinématons, 153 heures.
- 2010 : Microscope Gallery, New York (États-Unis d'Amérique) : 2 319 premiers Cinématons, 154 heures.
- 2011 : Musée Nicéphore-Niépce, Chalon-sur-Saône (France) : 2 438 premiers Cinématons, 162 heures 40 minutes.
- 2014 : Tri Postal, Lille (France) : 2 821 premiers Cinématons, 188 heures 4 minutes.
- 2019 : Berwick Film & Media Arts Festival, Berwick-upon-Tweed (Royaume-Uni) : 3 059 premiers Cinématons, 203 heures 56 minutes.